# Plantilles de la Copa del Món de futbol de 1958
Plantilles oficials de les seleccions classificades per la fase final de la Copa del Món de Futbol 1958 de Suècia. Cada selecció pot inscriure 22 jugadors. Els equips participants són (cliqueu sobre el país per accedir a la plantilla): 
| Equips participants | Equips participants | Equips participants | Equips participants |
| ------------------- | ------------------- | ------------------- | ------------------- |
| Alemanya Occidental | Irlanda del Nord    | Txecoslovàquia      | Argentina           |
| França              | Iugoslàvia          | Paraguai            | Escòcia             |
| Suècia              | Gal·les             | Hongria             | Mèxic               |
| Brasil              | Unió Soviètica      | Anglaterra          | Àustria             |

## Alemanya Occidental
| #    | Posició        | Nom                     | Naixement           | P. Sel.        | Club                 |
| ---- | -------------- | ----------------------- | ------------------- | -------------- | -------------------- |
| 1    | Porter         | Fritz Herkenrath        | 9 de setembre 1928  | -              | Rot-Weiss Essen      |
| 2    | Defensa        | Herbert Erhardt         | 6 de juliol 1930    | -              | SpVgg Furth          |
| 3    | Defensa        | Erich Juskowiak         | 7 de setembre 1926  | -              | Fortuna Düsseldorf   |
| 4    | Defensa        | Horst Eckel             | 8 de febrer 1932    | -              | 1. FC Kaiserslautern |
| 5    | Defensa        | Heinz Wewers            | 27 de juliol 1927   | -              | Rot-Weiss Essen      |
| 6    | Migcampista    | Horst Szymaniak         | 29 d'agost 1934     | -              | SV Wuppertal         |
| 7    | Defensa        | Georg Stollenwerk       | 19 de desembre 1930 | -              | 1. FC Köln           |
| 8    | Migcampista    | Helmut Rahn             | 16 d'agost 1929     | -              | Rot-Weiss Essen      |
| 9    | Migcampista    | Fritz Walter            | 31 d'octubre 1920   | -              | 1. FC Kaiserslautern |
| 10   | Davanter       | Aki Schmidt             | 5 de setembre 1935  | -              | BV Borussia Dortmund |
| 11   | Davanter       | Hans Schäfer            | 19 d'octubre 1927   | -              | 1. FC Köln           |
| 12   | Davanter       | Uwe Seeler              | 5 de novembre 1936  | -              | Hamburger SV         |
| 13   | Davanter       | Bernhard Klodt          | 26 d'octubre 1926   | -              | FC Schalke 04        |
| 14   | Davanter       | Hans Cieslarczyk        | 3 de maig 1937      | -              | SV Sodingen          |
| 15   | Davanter       | Alfred Kelbassa         | 21 d'abril 1925     | -              | BV Borussia Dortmund |
| 16   | Davanter       | Hans Sturm              | 3 de setembre 1935  | -              | 1. FC Köln           |
| 17   | Defensa        | Karl-Heinz Schnellinger | 31 de març 1939     | -              | SG Düren 99          |
| 18   | Migcampista    | Rudi Hoffmann           | 11 de febrer 1935   | -              | VfB Stuttgart        |
| 19   | Migcampista    | Wolfgang Peters         | 8 de gener 1929     | -              | BV Borussia Dortmund |
| 20   | Defensa        | Hermann Nuber           | 10 d'octubre 1935   | -              | Kickers Offenbach    |
| 21   | Porter         | Günter Sawitzki         | 22 de novembre 1932 | -              | VfB Stuttgart        |
| 22   | Porter         | Heinz Kwiatkowski       | 16 de juliol 1926   | -              | BV Borussia Dortmund |
| Ent. | Sepp Herberger | Sepp Herberger          | Sepp Herberger      | Sepp Herberger | Sepp Herberger       |

## Irlanda del Nord
| #    | Posició       | Nom                | Naixement           | P. Sel.       | Club              |
| ---- | ------------- | ------------------ | ------------------- | ------------- | ----------------- |
| 1    | Porter        | Harry Gregg        | 25 d'octubre 1932   | -             | Manchester United |
| 2    | Defensa       | Willie Cunningham  | 20 de febrer 1930   | -             | Leicester City    |
| 3    | Defensa       | Alf McMichael      | 1 d'octubre 1927    | -             | Newcastle United  |
| 4    | Migcampista   | Danny Blanchflower | 3 de desembre 1928  | -             | Tottenham Hotspur |
| 5    | Defensa       | Dick Keith         | 15 de maig 1933     | -             | Newcastle United  |
| 6    | Migcampista   | Bertie Peacock     | 8 de desembre 1937  | -             | Celtic            |
| 7    | Davanter      | Billy Bingham      | 5 d'agost 1931      | -             | Sunderland        |
| 8    | Davanter      | Wilbur Cush        | 10 de juny 1928     | -             | Leeds United      |
| 9    | Davanter      | Billy Simpson      |                     | -             | Rangers           |
| 10   | Davanter      | Jimmy McIlroy      | 25 d'octubre 1931   | -             | Burnley           |
| 11   | Davanter      | Peter McParland    | 24 d'abril 1934     | -             | Aston Villa       |
| 12   | Porter        | Norman Uprichard   | 20 d'abril 1928     | -             | Portsmouth        |
| 13   | Davanter      | Tommy Casey        | 11 de març 1930     | -             | Newcastle United  |
| 14   | Davanter      | Johnny Scott       | 22 de desembre 1933 | -             | Grimsby Town      |
| 15   | Davanter      | Sammy McGrory      | 11 d'octubre 1924   | -             | Southend United   |
| 16   | Davanter      | Derek Dougan       | 20 de gener 1938    | -             | Portsmouth        |
| 17   | Davanter      | Fay Coyle          | 1 d'abril 1924      | -             | Nottingham Forest |
| 18   | Porter        | Bobby Rea*         |                     | -             | Glentoran         |
| 19   | Defensa       | Len Graham*        | 17 d'octubre 1925   | -             | Doncaster Rovers  |
| 20   | Migcampista   | Sammy Chapman*     | 16 de febrer 1938   | -             | Mansfield Town    |
| 21   | Defensa       | Tommy Hamill*      |                     | -             | Linfield          |
| 22   | Davanter      | Bobby Trainor*     |                     | -             | Coleraine         |
| Ent. | Peter Doherty | Peter Doherty      | Peter Doherty       | Peter Doherty | Peter Doherty     |

* Els jugadors número 18-22 no viatgaren a Suècia. 

## Txecoslovàquia
| #    | Posició      | Nom                | Naixement           | P. Sel.      | Club                   |
| ---- | ------------ | ------------------ | ------------------- | ------------ | ---------------------- |
| 1    | Porter       | Imrich Stacho      | 4 de novembre 1931  | -            | FC Spartak Trnava      |
| 2    | Defensa      | Gustav Mráz        | 11 de setembre 1934 | -            | CH Bratislava          |
| 3    | Migcampista  | Jiří Čadek         | 7 de desembre 1935  | -            | Dukla Praha            |
| 4    | Defensa      | Ladislav Novák     | 5 de desembre 1930  | -            | Dukla Praha            |
| 5    | Migcampista  | Josef Masopust     | 9 de febrer 1931    | -            | Dukla Praha            |
| 6    | Defensa      | Svatopluk Pluskal  | 28 d'octubre 1930   | -            | Dukla Praha            |
| 7    | Davanter     | Kazimír Gajdoš     | 28 de març1934      | -            | CH Bratislava          |
| 8    | Davanter     | Milan Dvořák       | 19 de novembre 1934 | -            | Dukla Praha            |
| 9    | Davanter     | Pavol Molnár       | 13 de febrer 1936   | -            | CH Bratislava          |
| 10   | Davanter     | Jaroslav Borovička | 26 de gener 1931    | -            | Dukla Praha            |
| 11   | Davanter     | Tadeusz Kraus      | 22 d'octubre 1932   | -            | Spartak Praha Sokolovo |
| 12   | Davanter     | Zdeněk Zikán       | 10 de novembre 1937 | -            | Dukla Pardubice        |
| 13   | Davanter     | Václav Hovorka     | 19 de setembre 1931 | -            | Dynamo Praha           |
| 14   | Davanter     | Jiří Feureisl      | 3 d'octubre 1931    | -            | Slavia Karlovy Vary    |
| 15   | Davanter     | Jan Hertl          | 23 de gener 1929    | -            | Spartak Praha Sokolovo |
| 16   | Defensa      | Ján Popluhár       | 12 de setembre 1935 | -            | ŠK Slovan Bratislava   |
| 17   | Defensa      | Titus Buberník     | 12 d'octubre 1933   | -            | CH Bratislava          |
| 18   | Migcampista  | Adolf Scherer      | 5 de maig 1938      | -            | CH Bratislava          |
| 19   | Porter       | Břetislav Dolejší  | 26 de setembre 1928 | -            | Dynamo Praha           |
| 20   | Migcampista  | Anton Moravčík     | 3 de juny 1931      | -            | ŠK Slovan Bratislava   |
| 21   | Defensa      | František Šafránek | 2 de gener 1931     | -            | Dukla Praha            |
| 22   | Porter       | Viliam Schrojf     | 2 d'agost 1931      | -            | ŠK Slovan Bratislava   |
| Ent. | Karel Kolský | Karel Kolský       | Karel Kolský        | Karel Kolský | Karel Kolský           |

## Argentina
| #    | Posició           | Nom                     | Naixement           | P. Sel.           | Club                    |
| ---- | ----------------- | ----------------------- | ------------------- | ----------------- | ----------------------- |
| 1    | Porter            | Amadeo Carrizo          | 12 de maig 1926     | -                 | River Plate             |
| 2    | Migcampista       | Pedro Dellacha          | 9 de juliol 1926    | -                 | Racing Club             |
| 3    | Defensa           | Federico Vairo          | 27 de gener 1931    | -                 | River Plate             |
| 4    | Defensa           | Juan Francisco Lombardo | 11 de juny 1925     | -                 | Boca Juniors            |
| 5    | Defensa           | Néstor Rossi            | 10 de maig 1925     | -                 | River Plate             |
| 6    | Migcampista       | José Varacka            | 27 de maig 1932     | -                 | CA Independiente        |
| 7    | Davanter          | Omar Oreste Corbatta    | 11 de març 1936     | -                 | Racing Club             |
| 8    | Davanter          | Eliseo Prado            | 17 de setembre 1929 | -                 | River Plate             |
| 9    | Davanter          | Norberto Menéndez       | 14 de desembre 1936 | -                 | River Plate             |
| 10   | Davanter          | Alfredo Rojas           | 20 de febrer 1937   | -                 | CA Lanús                |
| 11   | Davanter          | Ángel Labruna           | 28 de setembre 1918 | -                 | River Plate             |
| 12   | Porter            | Julio Musimessi         | 9 de juliol 1924    | -                 | Boca Juniors            |
| 13   | Defensa           | Alfredo Pérez           | 10 d'abril 1929     | -                 | River Plate             |
| 14   | Defensa           | Federico Edwards        | 25 de gener 1931    | -                 | Boca Juniors            |
| 15   | Defensa           | David Acevedo           | 20 de febrer 1937   | -                 | CA Independiente        |
| 16   | Migcampista       | Eliseo Mouriño          | 3 de juny 1927      | -                 | Boca Juniors            |
| 17   | Defensa           | José Ramos Delgado      | 25 d'agost 1935     | -                 | CA Lanús                |
| 18   | Davanter          | Norberto Boggio         | 11 d'agost 1931     | -                 | San Lorenzo de Almagro  |
| 19   | Davanter          | Ludovico Avio           | 6 d'octubre 1932    | -                 | Vélez Sarsfield         |
| 20   | Davanter          | Ricardo Infante         | 21 de juny 1924     | -                 | Estudiantes de La Plata |
| 21   | Davanter          | José Sanfilippo         | 4 de maig 1935      | -                 | San Lorenzo de Almagro  |
| 22   | Davanter          | Osvaldo Cruz            | 29 de maig 1931     | -                 | CA Independiente        |
| Ent. | Guillermo Stábile | Guillermo Stábile       | Guillermo Stábile   | Guillermo Stábile | Guillermo Stábile       |

## França
| #    | Posició        | Nom                 | Naixement           | P. Sel.        | Club                  |
| ---- | -------------- | ------------------- | ------------------- | -------------- | --------------------- |
| 1    | Porter         | Claude Abbes        | 24 de maig 1927     | -              | Saint-Ètienne         |
| 2    | Porter         | Dominique Colonna   | 4 de setembre 1928  | -              | Stade de Reims        |
| 3    | Porter         | François Remetter   | 8 d'agost 1928      | -              | Girondins de Bordeaux |
| 4    | Defensa        | Raymond Kaelbel     | 31 de gener 1932    | -              | AS Monaco             |
| 5    | Defensa        | André Lerond        | 6 de desembre 1930  | -              | Olympique de Lyon     |
| 6    | Defensa        | Roger Marche        | 5 de març 1924      | -              | RC Paris              |
| 7    | Defensa        | Robert Mouynet      | 25 de març 1930     | -              | Olympique de Lyon     |
| 8    | Migcampista    | Bernard Chiarelli   | 24 de febrer 1934   | -              | Valenciennes          |
| 9    | Migcampista    | Kazimir Hnatow      | 1929                | -              | Angers                |
| 10   | Migcampista    | Robert Jonquet      | 3 de maig 1925      | -              | Stade de Reims        |
| 11   | Migcampista    | Maurice Lafont      | 13 de setembre 1927 | -              | Nimes                 |
| 12   | Migcampista    | Jean-Jacques Marcel | 13 de juny 1931     | -              | Marseille             |
| 13   | Defensa        | Armand Penverne     | 26 de novembre 1926 | -              | Stade de Reims        |
| 14   | Migcampista    | Raymond Bellot      | 1929                | -              | AS Monaco             |
| 15   | Davanter       | Stéphane Bruey      | 11 de desembre 1932 | -              | Angers                |
| 16   | Davanter       | Yvon Douis          | 16 de maig 1935     | -              | Lille                 |
| 17   | Davanter       | Just Fontaine       | 18 de juliol 1933   | -              | Stade de Reims        |
| 18   | Davanter       | Raymond Kopa        | 13 d'octubre 1931   | -              | Reial Madrid          |
| 19   | Migcampista    | Célestin Oliver     | 12 de juliol 1930   | -              | Sedan                 |
| 20   | Davanter       | Roger Piantoni      | 26 de desembre 1931 | -              | Stade de Reims        |
| 21   | Davanter       | Jean Vincent        | 29 de novembre 1930 | -              | Stade de Reims        |
| 22   | Davanter       | Maryan Wisnieski    | 1 de febrer 1937    | -              | Lens                  |
| Ent. | Albert Batteux | Albert Batteux      | Albert Batteux      | Albert Batteux | Albert Batteux        |

## Iugoslàvia
| #    | Posició             | Nom                  | Naixement           | P. Sel.             | Club                 |
| ---- | ------------------- | -------------------- | ------------------- | ------------------- | -------------------- |
| 1    | Porter              | Vladimir Beara       | 2 de novembre 1928  | -                   | Crvena zvezda        |
| 2    | Porter              | Srboljub Krivokuća   | 14 de març 1928     | -                   | Crvena zvezda        |
| 3    | Defensa             | Vasilije Šijaković   | 2 d'agost 1929      | -                   | OFK Beograd          |
| 4    | Defensa             | Tomislav Crnković    | 17 de juny 1929     | -                   | Dinamo Zagreb        |
| 5    | Defensa             | Novak Tomić          | 7 de gener 1936     | -                   | Crvena zvezda        |
| 6    | Migcampista         | Branko Zebec         | 17 de maig 1929     | -                   | FK Partizan Belgrad  |
| 7    | Davanter            | Miloš Milutinović    | 5 de febrer 1933    | -                   | FK Partizan          |
| 8    | Defensa             | Dobrosav Krstić      | 5 de febrer 1932    | -                   | Vojvodina Novi Sad   |
| 9    | Migcampista         | Vujadin Boškov       | 16 de maig 1931     | -                   | Vojvodina Novi Sad   |
| 10   | Migcampista         | Ivan Šantek          | 23 d'abril 1932     | -                   | Dinamo Zagreb        |
| 11   | Migcampista         | Vladimir Popović     | 17 de març 1935     | -                   | Crvena zvezda        |
| 12   | Davanter            | Aleksandar Petaković | 6 d'agost 1932      | -                   | FK Radnicki Belgrad  |
| 13   | Davanter            | Todor Veselinović    | 22 d'octubre 1930   | -                   | Vojvodina Novi Sad   |
| 14   | Davanter            | Milorad Milutinović  |                     | -                   | FK Partizan          |
| 15   | Davanter            | Dragoslav Šekularac  | 8 de novembre 1937  | -                   | Crvena zvezda        |
| 16   | Davanter            | Ilijas Pašić         | 10 de maig 1934     | -                   | Zeljeznicar Sarajevo |
| 17   | Davanter            | Zdravko Rajkov       | 5 de desembre 1927  | -                   | Vojvodina Novi Sad   |
| 18   | Davanter            | Luka Lipošinović     | 12 de maig 1932     | -                   | Dinamo Zagreb        |
| 19   | Davanter            | Radivoje Ognjanović  | 1 de juliol 1933    | -                   | FK Radnicki Belgrad  |
| 20   | Porter              | Gordan Irović        | 1934                | -                   | Dinamo Zagreb        |
| 21   | Defensa             | Nikola Radović       | 20 d'octubre 1932   | -                   | Crvena zvezda        |
| 22   | Davanter            | Dražan Jerković      | 6 d'agost 1936      | -                   | Dinamo Zagreb        |
| Ent. | Aleksandar Tirnanić | Aleksandar Tirnanić  | Aleksandar Tirnanić | Aleksandar Tirnanić | Aleksandar Tirnanić  |

## Paraguai
| #    | Posició          | Nom                  | Naixement           | P. Sel.          | Club                |
| ---- | ---------------- | -------------------- | ------------------- | ---------------- | ------------------- |
| 1    | Porter           | Ramón Mayeregger     | 26 de febrer 1934   | -                | Club Nacional       |
| 2    | Defensa          | Edelmiro Arévalo     | 7 de gener 1929     | -                | Olimpia Asunción    |
| 3    | Migcampista      | Juan Vicente Lezcano | 5 d'abril 1937      | -                | Olimpia Asunción    |
| 4    | Defensa          | Ignacio Achúcarro    | 31 de juliol 1936   | -                | Olimpia Asunción    |
| 5    | Migcampista      | Salvador Villalba    | 29 d'agost 1924     | -                | Club Libertad       |
| 6    | Defensa          | Eligio Echagüe       | 1931                | -                | Olimpia Asunción    |
| 7    | Davanter         | Juan Agüero          | 24 de juny 1935     | -                | Olimpia Asunción    |
| 8    | Davanter         | José Parodi          | 30 d'agost 1932     | -                | Olimpia Asunción    |
| 9    | Davanter         | Jorge Lino Romero    | 23 de setembre 1937 | -                | Club Sol de América |
| 10   | Davanter         | Óscar Aguilera       | 11 de març 1935     | -                | Olimpia Asunción    |
| 11   | Davanter         | Florencio Amarilla   | 3 de gener 1935     | -                | Club Nacional       |
| 12   | Porter           | Samuel Aguilar       | 1934                | -                | Club Libertad       |
| 13   | Defensa          | Luis Gini            |                     | -                | Club Sol de América |
| 14   | Defensa          | Darío Segovia        |                     | -                | Club Sol de América |
| 15   | Migcampista      | Luis Santos Silva    |                     | -                | Cerro Porteño       |
| 16   | Davanter         | Claudio Lezcano      |                     | -                | Olimpia Asunción    |
| 17   | Defensa          | Agustín Miranda      | 1930                | -                | Cerro Porteño       |
| 18   | Davanter         | Gilberto Penayo      |                     | -                | Olimpia Asunción    |
| 19   | Davanter         | Eliseo Insfrán       |                     | -                | Club Guaraní        |
| 20   | Davanter         | José Raúl Aveiro     | 18 de juliol 1936   | -                | Royal Antwerp FC    |
| 21   | Davanter         | Cayetano Ré          | 7 de febrer 1938    | -                | Cerro Porteño       |
| 22   | Davanter         | Eligio Insfrán       |                     | -                | Club Guaraní        |
| Ent. | Aurelio González | Aurelio González     | Aurelio González    | Aurelio González | Aurelio González    |

## Escòcia
| #    | Posició       | Nom              | Naixement           | P. Sel.       | Club                |
| ---- | ------------- | ---------------- | ------------------- | ------------- | ------------------- |
| 1    | Porter        | Tommy Younger    | 10 d'abril 1930     | 22            | Liverpool           |
| 2    | Porter        | Bill Brown       | 8 d'octubre 1931    | 0             | Dundee              |
| 3    | Defensa       | Alex Parker      | 2 d'agost 1935      | 14            | Everton             |
| 4    | Defensa       | Eric Caldow      | 14 de maig 1934     | 10            | Rangers             |
| 5    | Defensa       | John Hewie       | 13 de desembre 1927 | 12            | Charlton Athletic   |
| 6    | Defensa       | Harry Haddock    | 26 de juliol 1925   | 6             | Clyde               |
| 7    | Defensa       | Ian McColl       | 7 de juny 1927      | 14            | Rangers             |
| 8    | Defensa       | Eddie Turnbull   | 12 d'abril 1923     | 5             | Hibernian           |
| 9    | Defensa       | Bobby Evans      | 16 de juliol 1927   | 34            | Celtic              |
| 10   | Defensa       | Tommy Docherty   | 24 d'agost 1928     | 22            | Preston North End   |
| 11   | Migcampista   | Dave Mackay      | 14 de novembre 1934 | 1             | Heart of Midlothian |
| 12   | Migcampista   | Doug Cowie       | 1 de maig 1926      | 18            | Dundee              |
| 13   | Davanter      | Sammy Baird      | 13 de maig 1930     | 6             | Rangers             |
| 14   | Davanter      | Graham Leggat    | 20 de juny 1934     | 5             | Aberdeen            |
| 15   | Davanter      | Alex Scott       | 22 de novembre 1937 | 5             | Rangers             |
| 16   | Davanter      | Jimmy Murray     | 4 de febrer 1933    | 3             | Heart of Midlothian |
| 17   | Davanter      | Jackie Mudie     | 10 d'abril 1930     | 14            | Blackpool           |
| 18   | Davanter      | John Coyle       | 28 de setembre 1932 | 0             | Clyde               |
| 19   | Davanter      | Bobby Collins    | 16 de febrer 1931   | 19            | Celtic              |
| 20   | Davanter      | Archie Robertson | 15 de setembre 1929 | 4             | Clyde               |
| 21   | Davanter      | Stewart Imlach   | 6 de gener 1932     | 2             | Nottingham Forest   |
| 22   | Davanter      | Willie Fernie    | 22 de novembre 1928 | 11            | Celtic              |
| Ent. | Dawson Walker | Dawson Walker    | Dawson Walker       | Dawson Walker | Dawson Walker       |

## Suècia
| #    | Posició       | Nom                | Naixement           | P. Sel.       | Club          |
| ---- | ------------- | ------------------ | ------------------- | ------------- | ------------- |
| 1    | Porter        | Kalle Svensson     | 11 de novembre 1925 | -             | Helsingborg   |
| 2    | Defensa       | Orvar Bergmark     | 16 de novembre 1930 | -             | Örebro        |
| 3    | Defensa       | Sven Axbom         | 15 d'octubre 1926   | -             | Norrköping    |
| 4    | Migcampista   | Nils Liedholm      | 8 d'octubre 1922    | -             | AC Milan      |
| 5    | Defensa       | Åke Johansson      | 19 de març 1928     | -             | Norrköping    |
| 6    | Migcampista   | Sigge Parling      | 26 de març 1930     | -             | Djurgården    |
| 7    | Davanter      | Kurt Hamrin        | 19 de novembre 1934 | -             | Padova        |
| 8    | Davanter      | Gunnar Gren        | 31 d'octubre 1920   | -             | Örgryte       |
| 9    | Davanter      | Agne Simonsson     | 19 d'octubre 1935   | -             | Örgryte       |
| 10   | Davanter      | Arne Selmosson     | 29 de març 1931     | -             | Lazio         |
| 11   | Davanter      | Lennart Skoglund   | 24 de desembre 1929 | -             | Inter Milan   |
| 12   | Porter        | Tore Svensson      | 6 de desembre 1927  | -             | Malmö         |
| 13   | Defensa       | Prawitz Oberg      | 16 de novembre 1930 | -             | Malmö         |
| 14   | Migcampista   | Bengt Gustavsson   | 15 de gener 1928    | -             | Atalanta      |
| 15   | Migcampista   | Reino Börjesson    | 4 de febrer 1929    | -             | Norrby        |
| 16   | Porter        | Ingemar Haraldsson | 3 de febrer 1928    | -             | Elfsborg      |
| 17   | Migcampista   | Olle Håkansson     | 22 de febrer 1927   | -             | Norrköping    |
| 18   | Davanter      | Gösta Löfgren      | 29 d'agost 1923     | -             | Motala        |
| 19   | Davanter      | Henry Kallgren     | 13 de març 1931     | -             | Norrköping    |
| 20   | Davanter      | Bror Mellberg      | 9 de desembre 1923  | -             | AIK           |
| 21   | Davanter      | Bengt Berndtsson   | 26 de gener 1933    | -             | Göteborg      |
| 22   | Davanter      | Ove Olsson         | 19 d'agost 1938     | -             | Göteborg      |
| Ent. | George Raynor | George Raynor      | George Raynor       | George Raynor | George Raynor |

## Gal·les
| #    | Posició      | Nom               | Naixement           | P. Sel.      | Club                 |
| ---- | ------------ | ----------------- | ------------------- | ------------ | -------------------- |
| 1    | Porter       | Jack Kelsey       | 19 de novembre 1929 | -            | Arsenal              |
| 2    | Defensa      | Stuart Williams   | 31 de desembre 1936 | -            | West Bromwich Albion |
| 3    | Defensa      | Mel Hopkins       | 7 de novembre 1934  | -            | Tottenham Hotspur    |
| 4    | Defensa      | Derek Sullivan    | 10 d'agost 1930     | -            | Cardiff City         |
| 5    | Migcampista  | Mel Charles       | 14 de maig 1935     | -            | Swansea Town         |
| 6    | Migcampista  | Dave Bowen        | 7 de juny 1928      | -            | Arsenal              |
| 7    | Davanter     | Terry Medwin      | 25 de setembre 1932 | -            | Tottenham Hotspur    |
| 8    | Davanter     | Ron Hewitt        | 21 de juny 1928     | -            | Cardiff City         |
| 9    | Davanter     | John Charles      | 13 d'abril 1930     | -            | Juventus             |
| 10   | Davanter     | Ivor Allchurch    | 16 d'octubre 1929   | -            | Swansea Town         |
| 11   | Davanter     | Cliff Jones       | 7 de febrer 1935    | -            | Swansea Town         |
| 12   | Porter       | Ken Jones         | 2 de gener 1936     | -            | Cardiff City         |
| 13   | Porter       | Graham Vearncombe | 28 de març 1934     | -            | Cardiff City         |
| 14   | Defensa      | Trevor Edwards    | 24 de gener 1937    | -            | Charlton Athletic    |
| 15   | Defensa      | Colin Baker       | 18 de desembre 1934 | -            | Cardiff City         |
| 16   | Migcampista  | Vic Crowe         | 30 de gener 1932    | -            | Aston Villa          |
| 17   | Davanter     | Ken Leek          | 26 de juliol 1935   | -            | Leicester City       |
| 18   | Davanter     | Roy Vernon        | 14 d'abril 1937     | -            | Blackburn Rovers     |
| 19   | Davanter     | Colin Webster     | 17 de juliol 1932   | -            | Manchester United    |
| 20   | Migcampista  | John Elsworthy    | 26 de juliol 1931   | -            | Ipswich Town         |
| 21   | Migcampista  | Len Allchurch     | 12 de setembre 1933 | -            | Swansea Town         |
| 22   | Migcampista  | George Baker      | 6 d'abril 1934      | -            | Plymouth Argyle      |
| Ent. | Jimmy Murphy | Jimmy Murphy      | Jimmy Murphy        | Jimmy Murphy | Jimmy Murphy         |

## Hongria
| #    | Posició      | Nom                 | Naixement           | P. Sel.      | Club                  |
| ---- | ------------ | ------------------- | ------------------- | ------------ | --------------------- |
| 1    | Porter       | Gyula Grosics       | 4 de febrer 1926    | -            | Tatabányai Bányász SE |
| 2    | Defensa      | Sándor Mátrai       | 20 de novembre 1932 | -            | Ferencvárosi TC       |
| 3    | Defensa      | Ferenc Sipos        | 13 de desembre 1932 | -            | MTK FC                |
| 4    | Defensa      | László Sárosi       | 27 de febrer 1932   | -            | Vasas SC              |
| 5    | Defensa      | József Bozsik       | 28 de novembre 1925 | -            | Budapest Honvéd FC    |
| 6    | Migcampista  | Pál Berendi         | 30 de novembre 1931 | -            | Vasas SC              |
| 7    | Migcampista  | László Budai        | 19 de juliol 1928   | -            | Budapest Honvéd FC    |
| 8    | Migcampista  | Lajos Tichy         | 24 de març 1935     | -            | Budapest Honvéd FC    |
| 9    | Davanter     | Nándor Hidegkuti    | 3 de març 1922      | -            | MTK FC                |
| 10   | Davanter     | Dezső Bundzsák      | 3 de maig 1928      | -            | Vasas SC              |
| 11   | Davanter     | Károly Sándor       | 29 de novembre 1928 | -            | MTK FC                |
| 12   | Defensa      | Béla Kárpáti        | 1929                | -            | Vasas SC              |
| 13   | Defensa      | Oszkár Szigeti      |                     | -            | Diósgyőri VTK         |
| 14   | Davanter     | Ferenc Szojka       | 7 d'abril 1931      | -            | Salgótarjáni BTC      |
| 15   | Migcampista  | Antal Kotász        | 1 de setembre 1929  | -            | Budapest Honvéd FC    |
| 16   | Davanter     | László Lachos       |                     | -            | Tatabányai Bányász SE |
| 17   | Davanter     | Mihály Vasas        |                     | -            | Salgótarjáni BTC      |
| 18   | Davanter     | Tivadar Monostori   | 24 d'agost 1936     | -            | Dorogi Bányász        |
| 19   | Davanter     | Zoltán Friedmanszky |                     | -            | Ferencvárosi TC       |
| 20   | Davanter     | József Bencsics     | 6 d'agost 1933      | -            | Újpesti Dózsa         |
| 21   | Davanter     | Máté Fenyvesi       | 20 de setembre 1933 | -            | Ferencvárosi TC       |
| 22   | Porter       | István Ilku         | 6 de març 1933      | -            | Dorogi Bányász        |
| Ent. | Lajos Baróti | Lajos Baróti        | Lajos Baróti        | Lajos Baróti | Lajos Baróti          |

## Mèxic
| #    | Posició               | Nom                         | Naixement             | P. Sel.               | Club                  |
| ---- | --------------------- | --------------------------- | --------------------- | --------------------- | --------------------- |
| 1    | Porter                | Antonio Carbajal            | 7 de juny 1929        | -                     | Club León             |
| 2    | Defensa               | Jesús del Muro              | 30 de novembre 1937   | -                     | CF Atlas              |
| 3    | Migcampista           | Jorge Romo                  | 20 d'abril 1934       | -                     | Club Toluca           |
| 4    | Defensa               | José Villegas               | 20 de juny 1934       | -                     | Chivas de Guadalajara |
| 5    | Defensa               | Alfonso Portugal            | 21 de gener 1934      | -                     | Necaxa                |
| 6    | Migcampista           | Francisco Flores            | 12 de febrer 1926     | -                     | Chivas de Guadalajara |
| 7    | Migcampista           | Alfredo Hernández           | 18 de juny 1935       | -                     | Club León             |
| 8    | Davanter              | Salvador Reyes              | 20 de setembre 1936   | -                     | Chivas de Guadalajara |
| 9    | Davanter              | Carlos Calderón de la Barca | 2 d'octubre 1934      | -                     | CF Atlante            |
| 10   | Davanter              | Crescencio Gutiérrez        | 26 d'octubre 1933     | -                     | Chivas de Guadalajara |
| 11   | Davanter              | Enrique Sesma               | 22 d'abril 1927       | -                     | Club Toluca           |
| 12   | Porter                | Manuel Camacho              |                       | -                     | Club Toluca           |
| 13   | Porter                | Jaime Gómez                 |                       | -                     | Chivas de Guadalajara |
| 14   | Davanter              | Miguel Gutiérrez            | 7 de maig 1931        | -                     | CF Atlas              |
| 15   | Migcampista           | Guillermo Sepúlveda         | 28 de febrer 1934     | -                     | Chivas de Guadalajara |
| 16   | Defensa               | José Antonio Roca           | 24 de maig 1928       | -                     | CD Zacatapec          |
| 17   | Defensa               | Raúl Cárdenas               | 30 d'octubre 1928     | -                     | CD Zacatapec          |
| 18   | Migcampista           | Jaime Salazar               |                       | -                     | Necaxa                |
| 19   | Defensa               | Jaime Belmonte              | 8 d'octubre 1934      | -                     | CD Cuautla            |
| 20   | Davanter              | Carlos Blanco               | 1927                  | -                     | Club Toluca           |
| 21   | Davanter              | Ligorio López               | 18 d'agost 1928       | -                     | Club Irapuato         |
| 22   | Davanter              | Carlos González             | 12 d'abril 1935       | -                     | CF Atlas              |
| Ent. | Antonio López Herranz | Antonio López Herranz       | Antonio López Herranz | Antonio López Herranz | Antonio López Herranz |

## Brasil
| #    | Posició       | Nom           | Naixement           | P. Sel.       | Club          |
| ---- | ------------- | ------------- | ------------------- | ------------- | ------------- |
| 1    | Porter        | Castilho      | 27 de novembre 1927 | -             | Fluminense    |
| 2    | Defensa       | Bellini       | 7 de juny 1930      | -             | Vasco da Gama |
| 3    | Porter        | Gilmar        | 22 d'agost 1930     | -             | Corinthians   |
| 4    | Defensa       | Djalma Santos | 27 de febrer 1929   | -             | Portuguesa    |
| 5    | Defensa       | Dino Sani     | 23 de maig 1932     | -             | São Paulo FC  |
| 6    | Davanter      | Didi          | 8 d'octubre 1929    | -             | Botafogo      |
| 7    | Davanter      | Zagallo       | 9 d'agost 1931      | -             | Flamengo      |
| 8    | Defensa       | Oreco         | 13 de juny 1932     | -             | Corinthians   |
| 9    | Defensa       | Zózimo        | 19 de juny 1932     | -             | Bangu AC      |
| 10   | Davanter      | Pelé          | 23 d'octubre 1940   | -             | Santos FC     |
| 11   | Davanter      | Garrincha     | 28 d'octubre 1933   | -             | Botafogo      |
| 12   | Defensa       | Nílton Santos | 16 de maig 1927     | -             | Botafogo      |
| 13   | Migcampista   | Moacir        | 18 de maig 1936     | -             | Flamengo      |
| 14   | Defensa       | De Sordi      | 14 de febrer 1931   | -             | São Paulo FC  |
| 15   | Defensa       | Orlando       | 20 de setembre 1935 | -             | Vasco da Gama |
| 16   | Defensa       | Mauro         | 30 d'agost 1930     | -             | São Paulo FC  |
| 17   | Davanter      | Joel          | 11 de novembre 1931 | -             | Flamengo      |
| 18   | Davanter      | Mazola        | 24 de juliol 1938   | -             | Palmeiras     |
| 19   | Migcampista   | Zito          | 18 d'agost 1932     | -             | Santos FC     |
| 20   | Davanter      | Vavá          | 12 de novembre 1934 | -             | Vasco da Gama |
| 21   | Davanter      | Dida          | 26 de març 1934     | -             | Flamengo      |
| 22   | Davanter      | Pepe          | 25 de febrer 1935   | -             | Santos FC     |
| Ent. | Vicente Feola | Vicente Feola | Vicente Feola       | Vicente Feola | Vicente Feola |

## Unió Soviètica
| #    | Posició          | Nom                   | Naixement           | P. Sel.          | Club             |
| ---- | ---------------- | --------------------- | ------------------- | ---------------- | ---------------- |
| 1    | Porter           | Lev Iaixin            | 22 d'octubre 1929   | 22               | Dynamo Moscou    |
| 2    | Defensa          | Vladimir Kesarev      | 26 de febrer 1930   | 2                | Dynamo Moscou    |
| 3    | Migcampista      | Konstantin Kriglevski | 20 de febrer 1926   | 9                | Dynamo Moscou    |
| 4    | Defensa          | Boris Kuznetsov       | 14 de juliol 1928   | 15               | Dynamo Moscou    |
| 5    | Defensa          | Yuri Voinov           | 29 de novembre 1931 | 9                | Dynamo Kyiv      |
| 6    | Davanter         | Ígor Neto             | 9 de gener 1930     | 30               | Spartak Moscou   |
| 7    | Davanter         | German Apukhtin       | 12 de juny 1936     | 2                | CSKA Moscou      |
| 8    | Davanter         | Valentin Ivanov       | 19 de novembre 1934 | 15               | Torpedo Moscou   |
| 9    | Davanter         | Nikita Simonian       | 12 d'octubre 1926   | 13               | Spartak Moscou   |
| 10   | Davanter         | Sergei Salnikov       | 13 de setembre 1925 | 17               | Spartak Moscou   |
| 11   | Davanter         | Anatoli Ilyin         | 27 de juny 1931     | 22               | Spartak Moscou   |
| 12   | Porter           | Vladimir Maslachenko  | 5 de març 1936      | 0                | Lokomotiv Moscou |
| 13   | Porter           | Vladimir Belyaev      | 15 de setembre 1933 | 2                | Dynamo Moscou    |
| 14   | Defensa          | Leonid Ostrovskiy     | 17 de gener 1936    | 0                | Torpedo Moscou   |
| 15   | Defensa          | Anatoli Maslyonkin    | 26 de juny 1930     | 8                | Spartak Moscou   |
| 16   | Migcampista      | Viktor Tsarev         | 2 de juny 1931      | 1                | Dynamo Moscou    |
| 17   | Davanter         | Alexandr Ivanov       | 14 d'abril 1928     | 0                | Zenit Leningrad  |
| 18   | Davanter         | Valentin Bubukin      | 23 d'abril 1933     | 0                | Lokomotiv Moscou |
| 19   | Davanter         | Gennadi Gusarov       | 11 de març 1937     | 0                | Torpedo Moscou   |
| 20   | Davanter         | Yuri Falin            | 2 d'abril 1937      | 1                | Torpedo Moscou   |
| 21   | Davanter         | Genrich Fiedosov      | 6 de desembre 1932  | 1                | Dynamo Moscou    |
| 22   | Defensa          | Vladimir Yerokhin     | 10 d'abril 1930     | 9                | Dynamo Kyiv      |
| Ent. | Gavriïl Katxalin | Gavriïl Katxalin      | Gavriïl Katxalin    | Gavriïl Katxalin | Gavriïl Katxalin |

## Anglaterra
| #    | Posició             | Nom                 | Naixement           | P. Sel.             | Club                    |
| ---- | ------------------- | ------------------- | ------------------- | ------------------- | ----------------------- |
| 1    | Porter              | Colin McDonald      | 15 d'octubre 1930   | -                   | Burnley                 |
| 2    | Defensa             | Don Howe            | 12 d'octubre 1935   | -                   | West Bromwich Albion    |
| 3    | Defensa             | Tommy Banks         | 10 de novembre 1929 | -                   | Bolton Wanderers        |
| 4    | Defensa             | Eddie Clamp         | 14 de setembre 1934 | -                   | Wolverhampton Wanderers |
| 5    | Migcampista         | Billy Wright        | 6 de febrer 1924    | -                   | Wolverhampton Wanderers |
| 6    | Migcampista         | Bill Slater         | 29 d'abril 1927     | -                   | Wolverhampton Wanderers |
| 7    | Davanter            | Bryan Douglas       | 27 de maig 1934     | -                   | Blackburn Rovers        |
| 8    | Davanter            | Bobby Robson        | 18 de febrer 1933   | -                   | West Bromwich Albion    |
| 9    | Davanter            | Derek Kevan         | 6 de març 1935      | -                   | West Bromwich Albion    |
| 10   | Davanter            | Johnny Haynes       | 17 d'octubre 1934   | -                   | Fulham                  |
| 11   | Davanter            | Tom Finney          | 5 d'abril 1922      | -                   | Preston North End       |
| 12   | Porter              | Eddie Hopkinson     | 29 d'octubre 1935   | -                   | Bolton Wanderers        |
| 13   | Porter              | Alan Hodgkinson*    | 16 d'agost 1936     | -                   | Sheffield United        |
| 14   | Defensa             | Peter Sillett       | 1 de febrer 1933    | -                   | Chelsea                 |
| 15   | Defensa             | Ronnie Clayton      | 5 d'agost 1934      | -                   | Blackburn Rovers        |
| 16   | Defensa             | Maurice Norman      | 8 de maig 1934      | -                   | Tottenham Hotspur       |
| 17   | Davanter            | Peter Brabrook      | 8 de novembre 1937  | -                   | Chelsea                 |
| 18   | Davanter            | Peter Broadbent     | 15 de maig 1933     | -                   | Wolverhampton Wanderers |
| 19   | Davanter            | Bobby Smith         | 22 de febrer 1933   | -                   | Tottenham Hotspur       |
| 20   | Davanter            | Bobby Charlton      | 11 d'octubre 1937   | -                   | Manchester United       |
| 21   | Davanter            | Alan A'Court        | 30 de setembre 1934 | -                   | Liverpool               |
| 22   | Davanter            | Maurice Setters*    | 16 de desembre 1936 | -                   | West Bromwich Albion    |
| Ent. | Walter Winterbottom | Walter Winterbottom | Walter Winterbottom | Walter Winterbottom | Walter Winterbottom     |

*Algunes fonts donen només 20 jugadors que viatjaren a la fase final. Possiblement, Alan Hodgkinson i Maurice Setters foren inclosos a la llista oficial però no viatjaren a Suècia .

## Àustria
| #    | Posició       | Nom                 | Naixement           | P. Sel.       | Club              |
| ---- | ------------- | ------------------- | ------------------- | ------------- | ----------------- |
| 1    | Porter        | Rudolf Szanwald     | 6 de juliol 1931    | -             | Wiener SC         |
| 2    | Defensa       | Paul Halla          | 10 d'abril 1931     | -             | SK Rapid Wien     |
| 3    | Defensa       | Ernst Happel        | 29 de novembre 1925 | -             | SK Rapid Wien     |
| 4    | Defensa       | Franz Swoboda       | 15 de febrer 1933   | -             | Austria Wien      |
| 5    | Defensa       | Gerhard Hanappi     | 9 de juliol 1929    | -             | SK Rapid Wien     |
| 6    | Migcampista   | Karl Koller         | 8 de febrer 1929    | -             | First Vienna FC   |
| 7    | Davanter      | Walter Horak        | 1 de juny 1931      | -             | Wiener SC         |
| 8    | Davanter      | Paul Kozlicek       | 22 de juliol 1937   | -             | Wacker Wien       |
| 9    | Davanter      | Hans Buzek          | 22 de maig 1938     | -             | First Vienna FC   |
| 10   | Davanter      | Alfred Körner       | 14 de febrer 1926   | -             | SK Rapid Wien     |
| 11   | Davanter      | Helmut Senekowitsch | 22 d'octubre 1933   | -             | SK Sturm Graz     |
| 12   | Porter        | Kurt Schmied        | 14 de juny 1926     | -             | First Vienna FC   |
| 13   | Davanter      | Walter Schleger     | 19 de setembre 1929 | -             | Austria Wien      |
| 14   | Davanter      | Josef Hamerl        | 22 de gener 1931    | -             | Wiener SC         |
| 15   | Defensa       | Walter Kollmann     | 17 de juny 1932     | -             | Wacker Wien       |
| 16   | Migcampista   | Karl Stotz          | 27 de març 1927     | -             | Austria Wien      |
| 17   | Migcampista   | Ernst Kozlicek      | 27 de gener 1931    | -             | Wacker Wien       |
| 18   | Defensa       | Leopold Barschandt  | 12 d'agost 1925     | -             | Wiener SC         |
| 19   | Davanter      | Robert Dienst       | 1 de març 1928      | -             | SK Rapid Wien     |
| 20   | Davanter      | Herbert Ninaus      | 31 de març 1937     | -             | Grazer AK         |
| 21   | Migcampista   | Ignaz Puschnik      | 5 de febrer 1934    | -             | Kapfenberg        |
| 22   | Porter        | Bruno Engelmeier    | 5 de setembre 1927  | -             | 1. Simmeringer SC |
| Ent. | Karl Argaguer | Karl Argaguer       | Karl Argaguer       | Karl Argaguer | Karl Argaguer     |